# Streeter (Dakota del Norte)
Streeter es una ciudad ubicada en el condado de Stutsman en el estado estadounidense de Dakota del Norte. En el censo de 2010 tenía una población de 170 habitantes y una densidad poblacional de 185,94 personas por km².

## Geografía
Streeter se encuentra ubicada en las coordenadas 46°39′27″N 99°21′25″O / 46.65750, -99.35694. Según la Oficina del Censo de los Estados Unidos, Streeter tiene una superficie total de 0.91 km², de la cual 0.91 km² corresponden a tierra firme y (0%) 0 km² es agua.

## Demografía
Según el censo de 2010, había 170 personas residiendo en Streeter. La densidad de población era de 185,94 hab./km². De los 170 habitantes, Streeter estaba compuesto por el 97.06% blancos, el 0% eran afroamericanos, el 0% eran amerindios, el 2.35% eran asiáticos, el 0% eran isleños del Pacífico, el 0% eran de otras razas y el 0.59% pertenecían a dos o más razas. Del total de la población el 0% eran hispanos o latinos de cualquier raza.